# Festival Internacional de la Juventud de Medjugorje
El Festival Internacional de la Juventud de Medjugorje, también conocido como Mladifest, es un festival anual de la juventud católica organizado en Međugorje (Bosnia y Herzegovina) en la primera semana de agosto. Conmemora el cumpleaños de la Virgen María el 5 de agosto, reclamado por los supuestos videntes de las presuntas apariciones marianas locales. El festival se remonta a 1989, cuando lo crearon los sacerdotes franciscanos Slavko Barbarić y Tomislav Vlašić.

## Historia
Mladifest tiene su origen en 1989 por dos franciscanos de Herzegovina – Slavko Barbarić y Tomislav Vlašić – para celebrar el presunto 2000 cumpleaños de la Virgen María, como afirman los supuestos videntes de Nuestra Señora de Medjugorje. En ese momento, Barbarić fue sentenciado por desobediencia a la Iglesia y estuvo activo de manera ilegal en Medjugorje hasta el año 2000. Vlašić dirigió personalmente todo el festival hasta 1991.

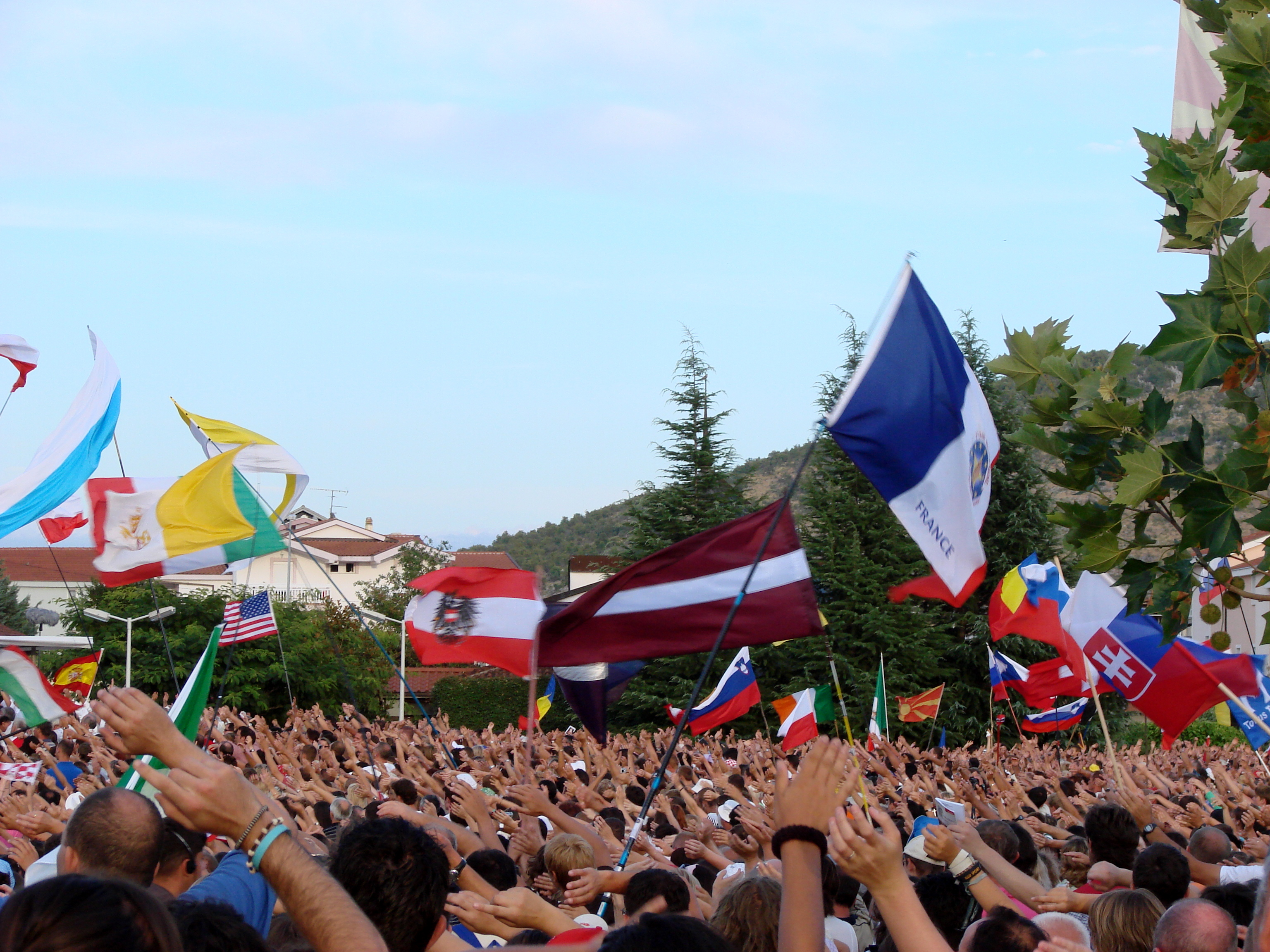
Multitud de jóvenes de distintos países en el Festival de Medjugorje.

Cada año, miles de jóvenes llegan a Međugorje provenientes de todo el mundo. En promedio, Mladifest es visitado por unas 50 mil personas cada año. Mladifest es considerada como la segunda reunión católica regular más grande de jóvenes después de la Jornada Mundial de la Juventud.
En la edición n.º XXX del festival, en 2019, recibió por primera vez la aprobación oficial de la Santa Sede para la suerte de peregrinación de los jóvenes a Medjugorje, lugar de supuestas apariciones marianas. La apertura de ese año corrió a cargo de Angelo De Donatis, Vicario general de la diócesis de Roma, aunque éste no hizo menciones ni valoraciones sobre las apariciones.
En el encuentro de 2020, el Papa Francisco envió un mensaje a los asistentes afirmando que la Virgen María es «el gran modelo de una Iglesia de corazón joven, dispuesta a seguir a Cristo con frescura y docilidad» y que su ejemplo debe «siempre fascinarnos y guíanos». En su discurso, el Papa nunca mencionó las supuestas apariciones ni citó ninguno de los supuestos mensajes de Nuestra Señora de Medjugorje.
El Festival de la Juventud de Medjugorje inspiró la iniciación de festivales en Croacia (Mladifest Hrvatska, desde 2019) y América del Norte (North American Mladifest). En abril de 2023, ciudadanos canadienses y estadounidenses de ascendencia croata se reunieron en Los Ángeles (EE. UU.).

## Ediciones
|        | Fechas                          | Tema                                                                                                 | Apertura                                                              | Cierre                                                    |
| ------ | ------------------------------- | --- | --------------------------------------------------------------------- | --------------------------------------------------------- |
| -      | 1988                            | Sin tema específico                                                                                  | Tomislav Vlašić                                                       | Tomislav Vlašić                                           |
| 0      | 1989                            | Sin tema específico                                                                                  | Tomislav Vlašić                                                       | Tomislav Vlašić                                           |
| I      | 1990                            | Sin tema específico                                                                                  | Tomislav Vlašić                                                       | Tomislav Vlašić                                           |
| II     | 1991                            | Sin tema específico                                                                                  | Tomislav Vlašić                                                       | Tomislav Vlašić                                           |
| III    | 1992                            | Sin tema específico                                                                                  | Tomislav Vlašić                                                       | Tomislav Vlašić                                           |
| IV     | 1993                            | Sin tema específico                                                                                  | Tomislav Vlašić                                                       | Tomislav Vlašić                                           |
| V      | 1994                            | Sin tema específico                                                                                  | Tomislav Vlašić                                                       | Tomislav Vlašić                                           |
| VI     | 1995                            | Sin tema específico                                                                                  | Tomislav Vlašić                                                       | Tomislav Vlašić                                           |
| VII    | 1996                            | Sin tema específico                                                                                  | Tomislav Vlašić                                                       | Tomislav Vlašić                                           |
| VIII   | 1997                            | Sin tema específico                                                                                  | Tomislav Vlašić                                                       | Tomislav Vlašić                                           |
| IX     | 1998                            | Sin tema específico                                                                                  | Tomislav Vlašić                                                       | Tomislav Vlašić                                           |
| X      | 1999                            | Sin tema específico                                                                                  | Tomislav Vlašić                                                       | Tomislav Vlašić                                           |
| XI     | 2000                            | Sin tema específico                                                                                  | Tomislav Vlašić                                                       | Tomislav Vlašić                                           |
| XII    | 2001                            | Con María crecemos en sabiduría y amor                                                               |                                                                       |                                                           |
| XIII   | 2002                            | Testimonios marianos de alegría y paz                                                                |                                                                       |                                                           |
| XIV    | 2003                            | A través del Rosario, abre tu corazón                                                                |                                                                       |                                                           |
| XV     | 2004                            | Señor, quisiéramos ver a Jesús (Jn. 12: 21)                                                          |                                                                       |                                                           |
| XVI    | 2005                            | Hemos venido a adorarle (Mt.2: 2)                                                                    |                                                                       |                                                           |
| XVII   | 2006                            | Tu palabra es una lámpara a mis pies, es una luz en mi sendero. (Salmo 119: 105)                     |                                                                       |                                                           |
| XVIII  | 2007                            | Ámense unos a otros; como yo los he amado, así también ámense los unos a los otros. (Jn. 13: 34)     |                                                                       |                                                           |
| XIX    | 2008                            | Cuando venga el Espíritu Santo sobre vosotros, recibiréis poder y seréis mis testigos. (Hechos 1: 8) |                                                                       |                                                           |
| XX     | 2009                            | Haced lo que él os ordene. (Jn. 2: 5)                                                                |                                                                       |                                                           |
| XXI    | 2010                            | Maestro, ¿qué tengo que hacer para heredar la vida eterna? (Mc. 10: 17)                              |                                                                       |                                                           |
| XXII   | 2011                            | Aquí está la sierva del Señor; hágase conmigo conforme a tu palabra. (Lc. 1: 38)                     |                                                                       |                                                           |
| XXIII  | 2012                            | Señor, danos más fe. (Lc. 17: 5)                                                                     |                                                                       |                                                           |
| XXIV   | 2013                            | Lo que vale es la fe que actúa mediante el amor. (Gálatas 5: 6)                                      |                                                                       |                                                           |
| XXV    | 2014                            | He ahí tu madre. (Jn. 19: 27)                                                                        |                                                                       |                                                           |
| XXVI   | 31 de julio-5 de agosto de 2015 | ¡La paz sea con vosotros! (Jn. 20: 21)                                                               |                                                                       |                                                           |
| XXVII  | 2016                            | Sed pues misericordiosos. (Lc. 6: 36)                                                                |                                                                       |                                                           |
| XXVIII | 2017                            | Que vuestro amor abunde aún más y más. (Filipenses 6: 1)                                             |                                                                       |                                                           |
| XXIX   | 30 de julio-6 de agosto de 2018 | Entonces les abrió el entendimiento para que comprendieran las Escrituras. (Lc. 24: 45)              |                                                                       |                                                           |
| XXX    | 1-5 de agosto de 2019           | Sígueme. (Mt. 10: 21)                                                                                | Angelo De Donatis (Vicario general de la diócesis de Roma)            | Marinko Šakota (Párroco local)                            |
| XXXI   | 1-6 de agosto de 2020           | Ven y verás. (Jn. 1: 39)                                                                             | Luigi Pezzuto (Nuncio Apostólico en Bosnia y Herzegovina)             | Vinko Puljić (Cardenal de Santa Clara en Viña Clara)      |
| XXXII  | 1-6 de agosto de 2021           | ¿Qué obras buenas debo hacer? (Mt 19: 16)                                                            | Robert Sarah (Cardenal de San Juan Bosco en Via Tuscolana)            | Luigi Pezzuto (Nuncio Apostólico en Bosnia y Herzegovina) |
| XXXIII | 1-6 de agosto de 2022           | Venid a mí (...) y Yo os daré descanso. (Mt. 11: 28)                                                 | Juan José Omella (Pdte. Conferencia Episcopal Española)               | Marinko Šakota (Párroco local)                            |
| XXXIV  | 26-30 de julio de 2023          | He aquí mi madre y mis hermanos. (Mt. 12: 49)                                                        | Francis Assisi Chullikatt (Nuncio Apostólico en Bosnia y Herzegovina) |                                                           |